# 格拉弗瑙 (巴登-符腾堡州)
格拉弗瑙（德語：Grafenau，發音：[ɡʁaːfəˈnaʊ] ⓘ）是德国巴登-符腾堡州斯图加特行政区伯布林根县的市镇，总面积13.04平方千米，2023年12月31日总人口为6,779人。